# جون بيرك (مجدف)
جون بيرك (بالهولندية: Johan Burk)‏ هو مجدف هولندي، (ولد في أمستردام في هولندا 1887  م).

## وصلات خارجية
- جون بيرك على موقع الاتحاد الدولي للتجديف (الإنجليزية)
- جون بيرك على موقع اللجنة الأولمبية الدولية (الإنجليزية)
- جون بيرك على موقع أوليمبيديا (الإنجليزية)